# X:Beyond the Frontier
『X:Beyond the Frontier』（エックス：ビヨンド ザ フロンティア：未開拓地の向こう側）はEgosoftが開発したWindows用のビデオゲームである。
また、X ユニバースと呼ばれる仮想宇宙空間で交易や戦闘などを行うX シリーズの第1作目でもある。先に発売したEliteと頻繁に比較された。
続編のX-Tensionは2000年に発売。X2: The Threatは2003年、X3: Reunionは2005年、X3: Terran Conflictは2008年に発売した。X: Beyond the Frontier と X-Tensionは2000年にセット品のX-Goldが発売された。小説のFarnham's LegendはX:Beyond the Fronterがモデルとなった。

## あらすじ
プレイヤーは、2912年、巨体な宇宙空間内を移動(ジャンプ)するのに必要なワームホールの生成能力を有する実験船、通称Xシャトル(X-Shuttle)の地球人テストパイロット、カイル・ブレナン（Kyle Brennan)を演じる。
ある時、ジャンプの試験中に致命的な故障によりブレナンは宇宙の知らない場所にワープしてしまった。ワープした地点はテラディ(Teladi)と呼ばれ彼はそこで有名な資本家の宇宙人(エーリアン種)と遭遇した。彼らはカイルを助け、船を修理して、帰るための資金まで貸した。彼らはXユニバース(X-Univers)での交易方法や、アルゴン(Argon:この遭遇した種)や他のエイリアン種について話してくれた。Xユニバース(X-Univers)はジャンプゲート同士のネットワークで繋がっている。実験船のジャンプ装置は壊れていて、地球に帰る方法もわからない。ブレナンは恩を受けた宇宙人たちの中での自分自身の立場を見つける。
プレイヤーはメインストーリーを追うだけでなく、自由に行動することができる。

## メインストーリー
交易と探索を繰り返し、ブレナンはついに人間のように見えるアルゴン(Argon)という種に遭遇した。しかし彼らは人類でないことがすぐにわかった。アルゴンは地球を知らなかったのだ。地球であるということを主張するブレナンを変人扱いし、仲間はずれにする。
彼は後に科学者の集団に導かれ、ゴーナーという学者の組織に保護してきた地球についての情報を提供する。彼は、テラフォーマー(Terraformers)という機械たちとの戦争で、地球から捨てられた人間の子孫であるアルゴンの失われた歴史を発見しようとする。しばらくすると、ブレナンの働きにより(正確に言えば、エクセノン(Xenon)と呼ばれる機械の妨害を妨げる特別な武器を開発したアルゴンの秘密期機関の長　バン・ダナーの働きにより)、アルゴンが本当に地球人の子孫であることがわかった。
いろいろなXユニバース(X-Universe)の種族が彼の身分を保証する。ブレナンは最終的にはエイリアンと一緒にエクセノン軍を攻撃し、エイリアンの特別な武器で破壊して、エンディングに入る。

## ゲームプレイ
Xユニバース(X Universe)には54の恒星系があり、そのなかに様々な多くの施設が存在する。各恒星系には最低でも1つは宇宙ステーションがあり、その周辺に普通の工場に似た太陽光発電所がある。プレイヤーは貿易をして、新しい武器やシールドや貨物スペースを増やしたりして実験船を拡張してさらに利益を得ることが望まれている。
それはひとつの恒星系内でできることであるが、より大きな利益を得るにはジャンプゲートを通って他の恒星系に行き探検しなければならない。のちにプレイヤーは工場を建設し、定期的な収入を得ることもできるようになる。
そして、様々な恒星系には最低でも1つの惑星があるがこれは着陸することができない。工場、宇宙ステーション、様々な設備は惑星や星の近くに存在している。
X:BtFは制限のないゲーム性と多くの恒星系を調査できることで賞賛を浴びた。Xユニバースの経済は需要と供給が激しく変動し大規模だ。たとえば、一度に多くのものをひとつの施設で販売すると、結果その物の取引価格が落ちてしまう。
音楽センスのあるゲームはいつでも賞賛される。多くの異なった口調や主張のエイリアンと様々な対話をすることができる。
X:BtFはさらに豪華な光りの色と詳細な装飾が施された惑星などの光景が非常に賞賛された。
しかし、X: BtFはいくつかのプレイヤーから初期装備が少ないことで非難も受けた。たとえば、実験船が事故で武器を失った状態で始まり、プレイヤーはお金をためて購入しなければならない。購入できるまで、プレイヤーは無防備である。また船は速度が遅く、移動するのに時間がかかる。加速装置で移動時間を短縮することができるが、最初のうちは10分から20分くらい移動するのを覚悟しなければならない。ただ移動しているだけなのに1時間も時間を必要とするときが多々ある。船には2種類のレーザー兵器が搭載可能で非常時にこれで対処することができる。
戦闘システムは少し非難された。もっときちんとした敵と戦いたいと。敵はプレイヤーを発見すると体当たり(kamikaze)をしてくる。
最後のX:BtFの批判はマニュアルが不十分であることだ。例をだすなら、どこでどんなことをすれば何ができるかが書いていないことだ。